# Tuberaceae
Tuberaceae es una familia de hongos micorrizos. Incluye el género Tuber, que lleva el nombre común de trufa. Fue descrita por Mortier en 1822. Un estudio molecular del ADN ribosómico por el micólogo Kerry O'Donnell en 1997 encontró que un clado que hoy se llama Helvellaceae es el que está más relacionado con Tuberaceae.